# Agrilus igneosignatus
Agrilus igneosignatus é uma espécie de inseto do género Agrilus, família Buprestidae, ordem Coleoptera.
Foi descrita cientificamente por Dugès, 1891.